# Ábrahám Bernát
Ábrahám Bernát (Gábod, 1899. március 4. – ?) szakszervezeti titkár, újságíró.

## Tevékenysége
Az Egységes Szakszervezetek brassói tanácsának titkára (1924–30), a Vasas című szaklap szerkesztője, a Munkásélet főmunkatársa (1929–30). Mit jelent a 8 órai munkaidő és az angol munkahét (Brassó, 1927) című vitairatában forradalmi oldalról támadja a reformizmust, s a proletárok egységfrontját sürgeti a szakszervezetek akciószabadságáért és szociális követeléseiért.
Álneve: Pléhes.